# 0304
0304 is het vijfde album van de Amerikaanse singer/songwriter Jewel. De cd kwam uit in juni 2003.
Waar eerdere albums van Jewel vooral folkmuziek laten horen, heeft 0304 een geheel ander geluid. De eerste single van dit album, Intuition, werd bijvoorbeeld omschreven als een dansnummer met een seksuele lading. Dit laatste slaat vooral op de bijbehorende videoclip. In diverse landen, waaronder Nederland en Vlaanderen, werd Intuition een top 10-hit. 
In de Verenigde Staten werden van dit album 900.000 exemplaren verkocht, minder dan van Jewels vorige cd's. Het album behaalde desondanks de tweede plaats in de Amerikaanse Billboard 200. In Nederland stond het album 12 weken in de Album Top 100, met de twaalfde plaats als hoogste positie.
Na Intuition verschenen van dit album nog twee singles: Stand en 2 Become 1. Deze hadden echter weinig succes.

## Tracklist
1. "Stand" 3:15
2. "Run 2 U" 3:40
3. "Intuition" 3:49
4. "Leave The Lights On" 3:24
5. "2 Find U" 3:17
6. "Fragile Heart" 3:33
7. "Doin' Fine" 3:15
8. "2 Become 1" 4:40
9. "Haunted" 4:53
10. "Sweet Temptation" 4:10
11. "Yes U Can" 4:01
12. "U And Me= Love" 3:38
13. "America" 3:43
14. "Becoming" 4:24
15. "Intuition" (Todd Terry In-House Mix) 5:41